# Pliesterer

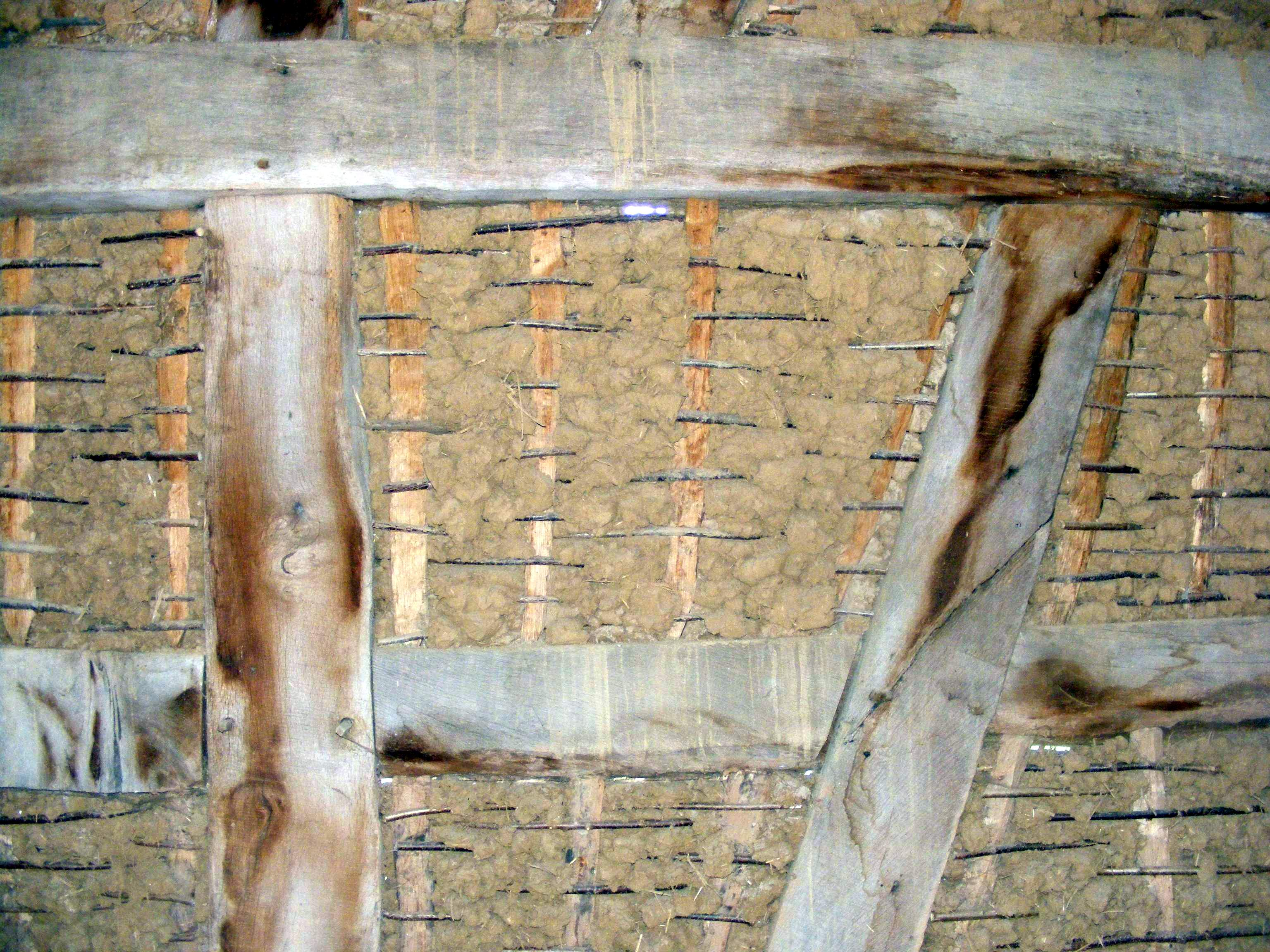
Innenseite der Wand

Der Pliesterer, Plisterer oder Lehmstreicher, im Rheinland und in der Eifel auch Klätscher genannt, ist ein aussterbender Handwerksberuf. Ein anderer Begriff ist Kleiber.
Bei einem Fachwerkhaus hatte der Pliesterer die mit Staken (z. B. Eichenknüppeln), Schwartenverschlag oder Flechtwerk ausgefüllten Gefache mit dem Klätschlehm zu bewerfen (klaiben). Der hierfür verwendete Lehm wurde regional auch als Kleierde oder Weller bezeichnet. Zum Auftragen des Lehms hängten sich die Pliesterer gelegentlich an die geflochtenen Wände. Sie wurden deshalb mit den nestbauenden Mehlschwalben verglichen.
Der oft auf Gemeindeland gestochene Lehm wurde unter anderem mit Häcksel, Streu oder Stroh vermengt. Mit einem „Klätschbrett“ und einem Zollstock erschien der Pliesterer am Bau. Zuerst pliesterte er die Außenwände des Lehmbaus. Idealerweise waren diese bereits ausgetrocknet, bevor die Innenwände gepliestert wurden.
In Stuttgart wurde 1892 der Zentralverband der Deutschen Stukkateure gegründet, der 1901 in Zentralverband der Stukkateure, Gipser, Pliesterer und Verwandter Berufsgenossen Deutschlands umbenannt wurde.